# Морленд (Джорджія)
Морленд (англ. Moreland) — місто (англ. town) в США, в окрузі Ковета штату Джорджія. Населення — 382 особи (2020).

## Географія
Морленд розташований за координатами 33°17′8″ пн. ш. 84°46′8″ зх. д. / 33.28556° пн. ш. 84.76889° зх. д. (33.285515, -84.768752).  За даними Бюро перепису населення США в 2010 році місто мало площу 2,37 км², з яких 2,36 км² — суходіл та 0,01 км² — водойми.

## Демографія
Згідно з переписом 2010 року, у місті мешкало 399 осіб у 144 домогосподарствах у складі 108 родин. Густота населення становила 168 осіб/км².  Було 155 помешкань (65/км²).
Расовий склад населення:
| - 86,2 % — білих - 9,8 % — чорних або афроамериканців - 0,5 % — азіатів - 2,0 % — осіб інших рас |

До двох чи більше рас належало 1,5 %. Частка іспаномовних становила 3,0 % від усіх жителів.
За віковим діапазоном населення розподілялося таким чином: 25,6 % — особи молодші 18 років, 60,1 % — особи у віці 18—64 років, 14,3 % — особи у віці 65 років та старші. Медіана віку мешканця становила 42,3 року. На 100 осіб жіночої статі у місті припадало 101,5 чоловіків;  на 100 жінок у віці від 18 років та старших — 90,4 чоловіків також старших 18 років.
Середній дохід на одне домашнє господарство  становив 70 346 доларів США (медіана — 57 083), а середній дохід на одну сім'ю — 77 308 доларів (медіана — 62 143). За межею бідності перебувало 9,0 % осіб, у тому числі 5,2 % дітей у віці до 18 років та 8,7 % осіб у віці 65 років та старших.
Цивільне працевлаштоване населення становило 181 осіб. Основні галузі зайнятості: виробництво — 22,7 %, освіта, охорона здоров'я та соціальна допомога — 18,8 %, роздрібна торгівля — 14,4 %.